# Amphisternus gerstaeckeri
Amphisternus gerstaeckeri is een keversoort uit de familie zwamkevers (Endomychidae). De wetenschappelijke naam van de soort werd in 1959 gepubliceerd door Strohecker.